# Пузырчатка золотая
Пузырча́тка золотая (лат. Utricularia aurea) — среднее и крупноразмерное плавающее водное насекомоядное растение, принадлежащее к роду Пузырчатка семейства Пузырчатковые (Utricularia).
Название Utricularia происходит от лат. utriculus — шнурок (в т. ч. в значении силки, ловушка) и лат. aurea — золотая (из-за золотистых цветков).
Является одним из самых широко распространённых видов водных растений в Восточной и Юго-Восточной Азии. Ареал — от Индии до Японии и Австралии.

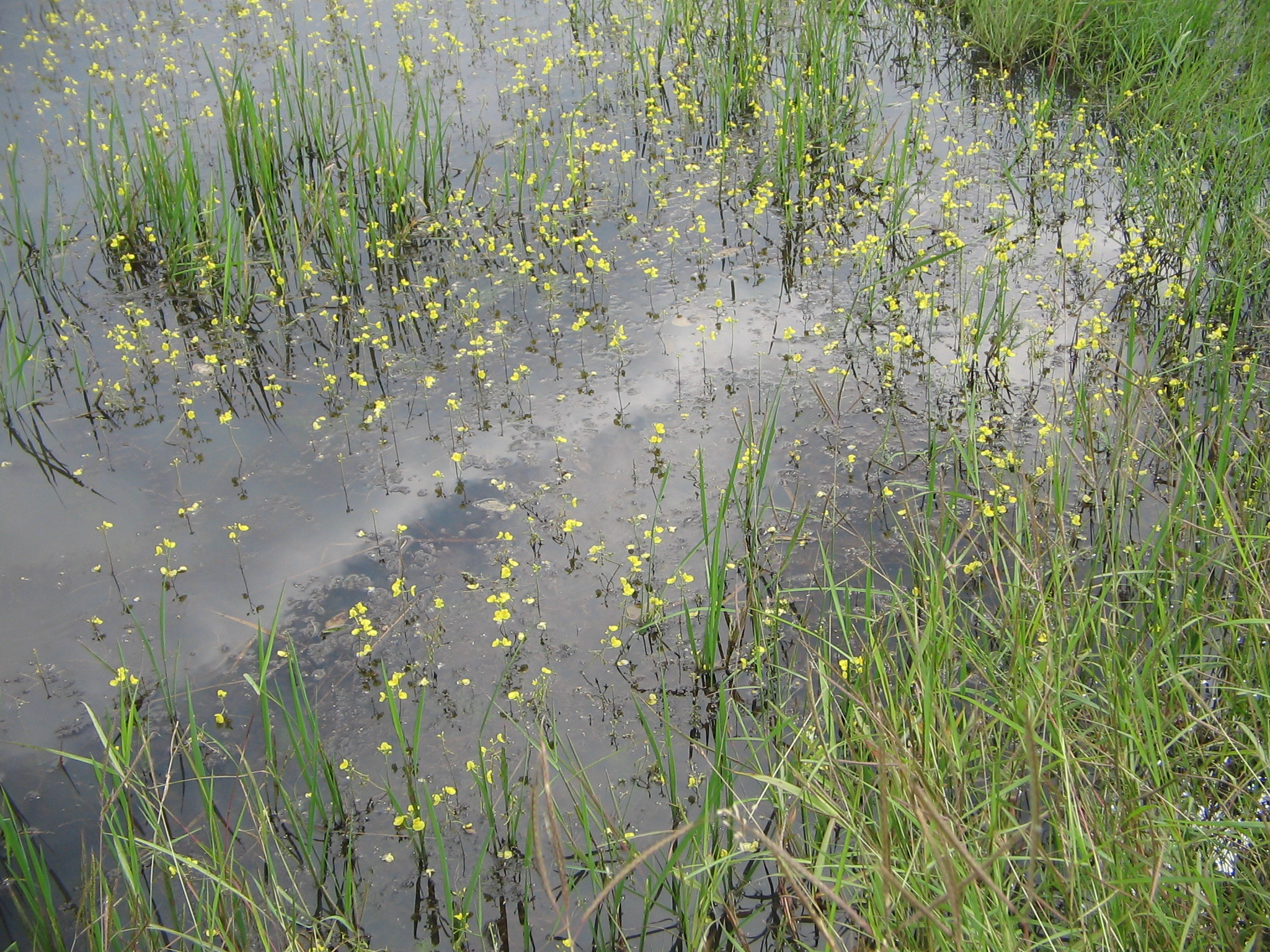
Utricularia aurea в рисовом поле
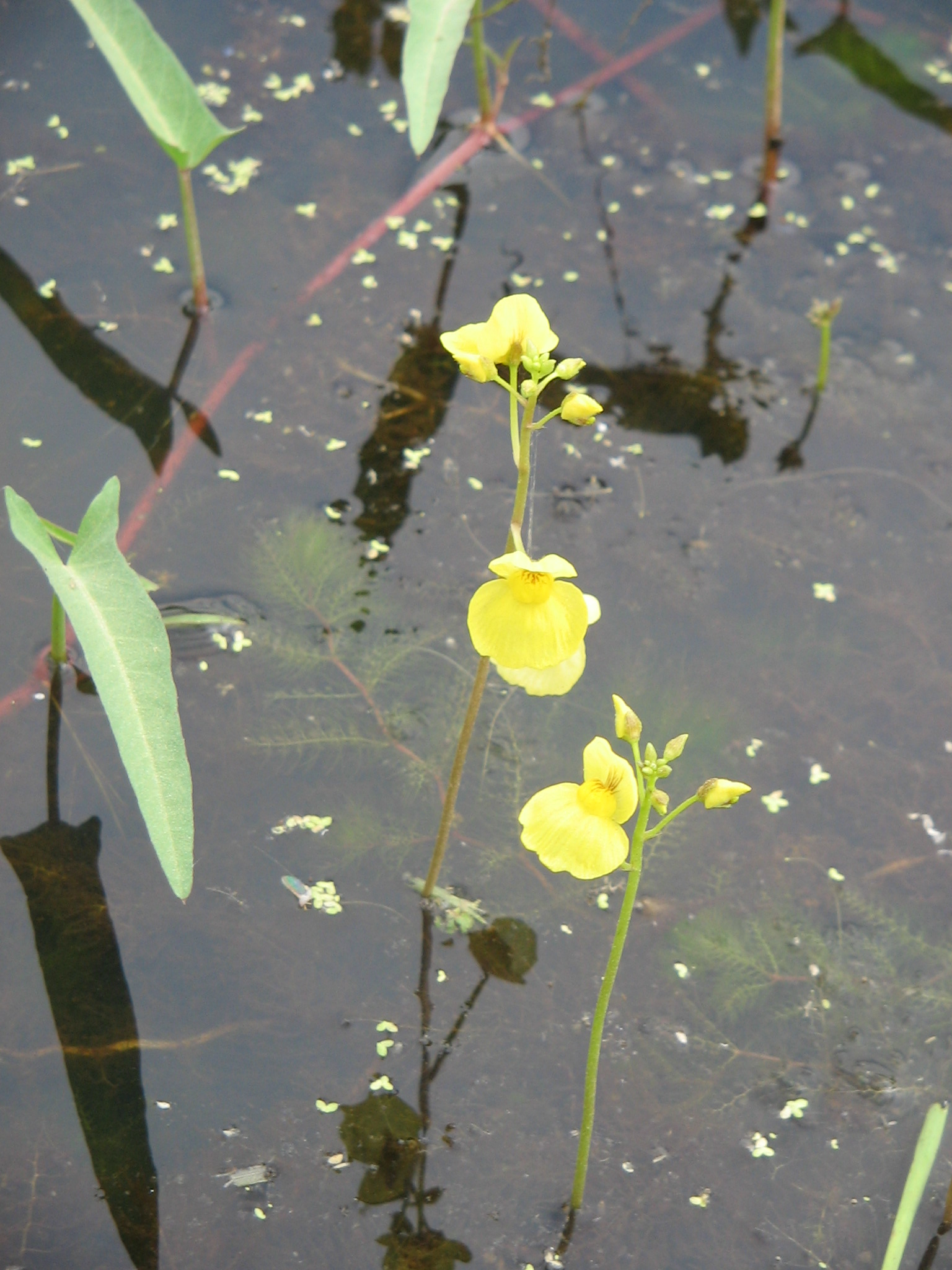
Utricularia aurea и Ipomoea aquatica
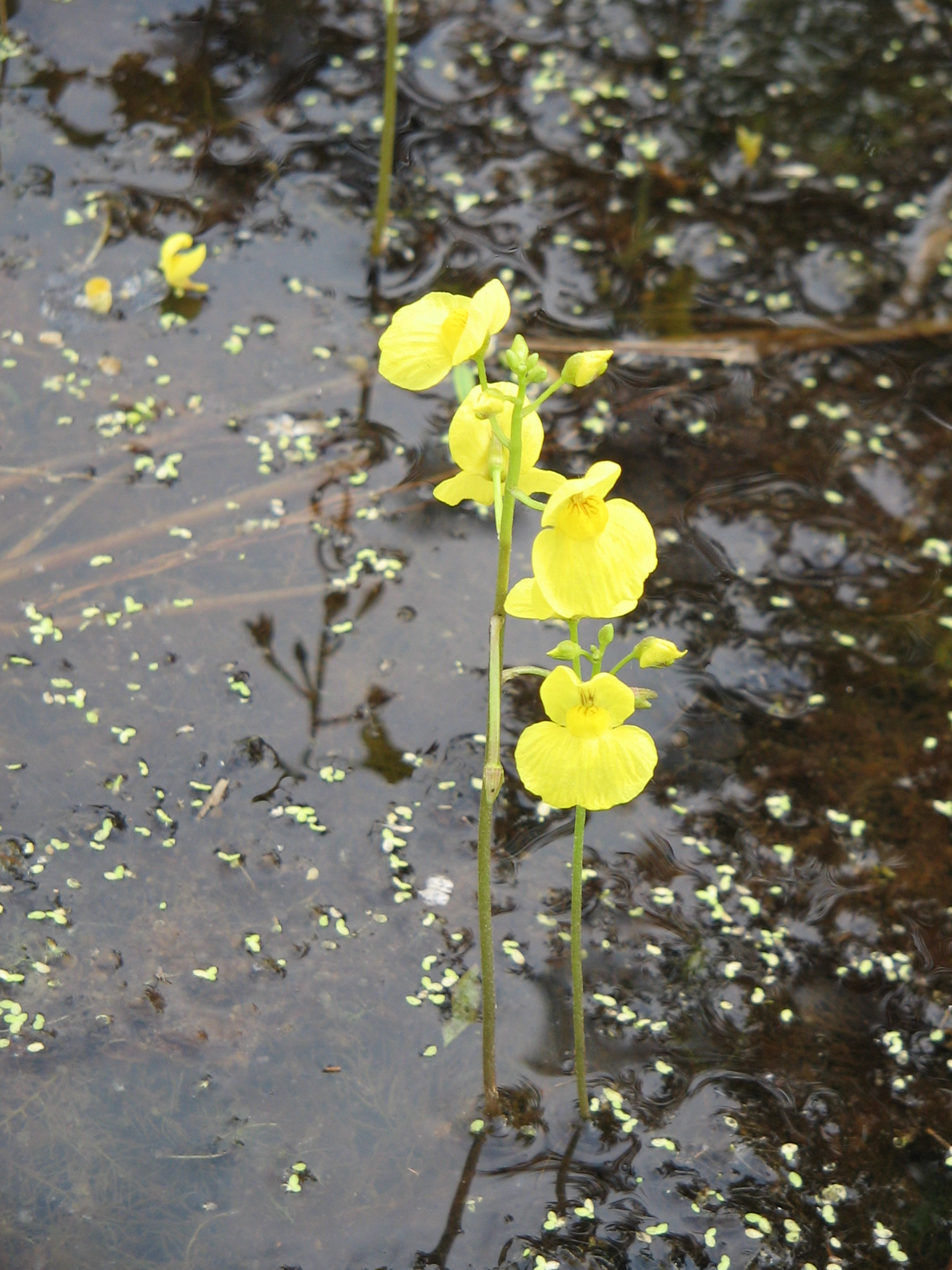
Закрытые цветки